# Nicolas de Lorraine
Ne doit pas être confondu avec Nicolas de Vaudémont.
Nicolas Ier de Lorraine-Anjou, marquis de Pont-à-Mousson puis duc de Lorraine (1470-1473), né et mort à Nancy (1448-1473) est le fils de Jean II de Lorraine-Anjou, duc de Lorraine, et de Marie de Bourbon. Il fait partie de la seconde maison capétienne d'Anjou.

## Un prince convoité: fiançailles avec Anne de France puis Marie de Bourgogne
Petit-fils du  fameux Roi René, duc de Bar et d'Anjou, comte du Maine et de Provence et roi titulaire de Naples, de Sicile et d'Aragon, le jeune prince est fiancé le 27 novembre 1461 à sa cousine Anne de France, fille aînée de Louis XI et de Charlotte de Savoie, laquelle vient à peine de naître. Par lettres patentes datées de Bourges le 12 janvier 1467, Louis XI lui octroie, pour ce projet d'union, les seigneuries de Chaumont, Nogent-sur-Seine, Montigny et Vaucouleurs. 

« Chiers et bien amez, en faisant le mariage de nostre tres chiere et tres amee aisnee fille Anne de France, et de nostre tres chier et tres ame filz et cousin Nicolas, marquis du Pont, nous lui avons baille entre autres choses les villes, terres et seigneuries de nostre bailliaige de Chaumont et les villes de Saincte Manehoult et Saint Disier et leurs appartenances, avec les prouffiz et revenues d'icelles, a rachapt de certaine somme de deniers ; et d'icelles l'avons fait mectre en possession pour en joir durant le temps dudit rachapt seulement. Si voulons, vous mandons et commandons que doresenavant vous obeisses en toutes choses a nostredit filz le marquis et ses officiers et commis, sans y faire aucune difficulte, et tousjours vous traicterons et ferons traicter comme noz bons et obeissans subjectz. Donne a Paris, le septiesme jour d'octobre [1467]. LOYS. [Aux habitants de Nogent-sur-Seine]. »

En mai 1470, Louis XI attribue à sa fille Anne de France la vicomté de Thouars ainsi que les seigneuries de Marans et de Berrye,, à la suite de la mort de Louis d'Amboise le 28 février 1470 ; Nicolas, du fait de ses fiançailles avec la princesse, devient le 33e vicomte de Thouars. Les fiançailles n'aboutiront cependant pas et c'est Pierre de Bourbon, sire de Beaujeu, de plus de vingt ans son aîné, et frère cadet du duc Jean II de Bourbon, qu'Anne de France, future régente du royaume, épousera.
En effet, Nicolas, devenu duc de Lorraine à la mort de son père en 1470, se détache de l'alliance française et se rapproche du duc de Bourgogne qui, en 1472, lui promet sa fille et héritière Marie de Bourgogne en mariage.

## Les rêts de la politique européenne
Nicolas Ier de Lorraine fut pris entre les intrigues de Louis XI et de Charles le Téméraire.
En tant que futur gendre du roi de France, Louis XI l'envoie combattre François II, duc de Bretagne en 1468. Il prit notamment Chantocé et Ancenis.
La mort de son père en 1470 ne le fait pas seulement monter sur le trône de Lorraine. En tant qu'aîné des héritiers par les mâles du roi René d'Anjou vieillissant, elle fait de lui l'héritier présomptif du duché d'Anjou, du comté de Provence et des droits sur les royaumes de Naples, de Sicile et d'Aragon.

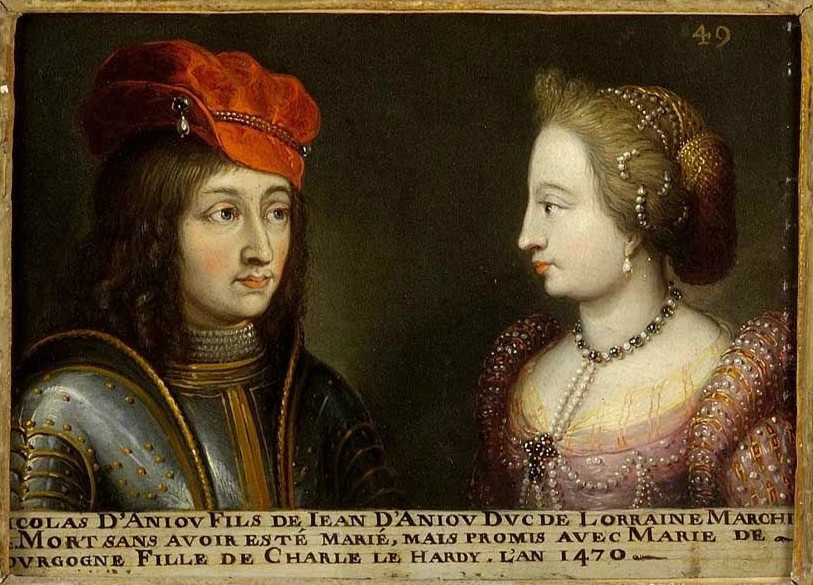
Nicolas d'Anjou et sa fiancée Marie de Bourgogne (XVIIe s.).

Souverain d'un État enclavé dans les possessions bourguignonnes, en 1472, il accepte l'alliance de Charles le Téméraire qui lui offre d'épouser sa fille et héritière Marie, et participe à l'invasion de la Picardie et au siège de Beauvais.
En 1473, soucieux de renforcer la puissance de ses États, il tente de prendre la florissante ville de Metz pour en faire sa capitale. Les bourgeois de la ville repoussent son attaque surprise et le siège est levé.
Alors qu'il s'apprête à réitérer cette entreprise, il meurt subitement le 27 juillet 1473 à l'âge de 25 ans. Le roi de France est soupçonné de l'avoir fait empoisonner. En effet, l'union de la Lorraine et de la Bourgogne aurait créé un état puissant sur les frontières est et nord de la France. Il importait pour la France que le jeune duc de Lorraine et la princesse de Bourgogne ne puissent fonder une dynastie puissante.
Seul enfant survivant en ligne masculine de Jean II de Lorraine (aussi connu sous le nom de Jean de Calabre), et à ce titre le seul héritier de son grand-père René d'Anjou, sa mort permet à Louis XI de récupérer la vicomté de Thouars et de mettre la main dès 1474 sur l'Anjou.
A sa mort, il n'était pas marié. Il laissa cependant une fille, Marguerite, bâtarde d'Anjou, mariée à Jean IV de Chabannes († 1503), comte de Dammartin.

## L'avenir du duché de Lorraine
Avec Nicolas Ier s'achève la dynastie des « Angevins », aucun héritier n'étant laissé. Les États généraux de Lorraine offrent à la fille aînée du roi René d'Anjou, Yolande d'Anjou, veuve du comte Ferry II de Vaudémont, le duché de Lorraine. Yolande abdique en faveur de son fils René qui prit le nom de René II.